# Хартли, Ральф
Ральф Ви́нтон Ла́йон Ха́ртли (англ. Ralph Vinton Lyon Hartley, 30 ноября 1888, Спрусмонт, Невада — 1 мая 1970, Саммит, Нью-Джерси) — американский учёный-электронщик. Он предложил генератор Хартли, преобразование Хартли и сделал вклад в теорию информации, введя в 1928 году логарифмическую меру информации {\displaystyle H=K\log _{2}(M)}, которая называется хартлиевским количеством информации или просто мерой Хартли.

## Биография
Хартли получил высшее образование со степенью A.B. (бакалавр искусств) в Университете Юты в 1909. Как стипендиат Родса, он получил степень B.A. (бакалавр искусств) в 1912 и степень B.Sc. (бакалавр наук) в 1913 в Оксфордском университете.

## Научная деятельность
После возвращения из Англии Хартли присоединился к Научно-исследовательской лаборатории Western Electric и принял участие в создании радиоприёмника для трансатлантических тестов. В течение Первой мировой войны, Хартли решил проблемы, которые препятствовали развитию направленных искателей звукового типа. После войны учёный вплотную занялся проблемой передачи информации (в частности звуковой). В течение этого периода он сформулировал закон: «общая сумма информации, которая может быть передана, пропорциональна переданному частотному диапазону и времени передачи».
Хартли был пионером в области информационной теории. Он ввёл понятие «информации» (энтропии) как случайной переменной и был первым, кто попытался определить «меру информации». Хартли развивал понятие информации, основанной на «физическом как противопоставлено с психологическими рассмотрениями» для использования в изучении электронных коммуникаций. Фактически, Хартли соответственно определяет это основное понятие. Вместо этого он обращается к «точности … информации» и «количеству информации».
Информация существует в передаче символов, с символами, имеющими «определённые значения к партийному сообщению». Когда кто-то получает информацию, каждый полученный символ позволяет получателю «устранять возможности», исключая другие возможные символы и их связанные значения.
Точность информации зависит от того, что другие последовательности символа, возможно, были выбраны; мера этих других последовательностей обеспечивает признак количества переданной информации. Таким образом, если бы мы получили 4 различных символа, происходящие с равной частотой, то это представило бы 2 бита.
Хартли награждён премиями за отличия в области науки, этот учёный состоял в американской Ассоциации продвижения науки. Хартли принадлежат больше чем 70 патентов (изобретений).

## Публикации
1. Hartley, R.V.L., «Transmission of Information» Архивная копия от 4 октября 2011 на Wayback Machine, Bell System Technical Journal, July 1928, pp. 535—563.
2. Hartley, R.V.L., «A Wave Mechanism of Quantum Phenomena», Physical Review, Volume 33, Page 289, 1929 (abstract only)
3. Hartley, R.V.L., «Oscillations in Systems with Non-Linear Reactance», The Bell System Technical Journal, Volume 15, Number 3, July 1936, pp 424—440
4. Hartley, R.V.L., "A More Symmetrical Fourier Analysis Applied to Transmission Problems, " Proceedings of the IRE 30, pp. 144—150 (1942).
5. Hartley, R.V.L., «A New System of Logarithmic Units», Proceedings of the IRE, January 1955, Vol. 43, No. 1.
6. Hartley, R.V.L., «Information Theory of The Fourier Analysis and Wave Mechanics», August 10, 1955, publication information unknown.
7. Hartley, R.V.L., «The Mechanism of Gravitation», January 11, 1956, publication information unknown.

## Цитата
Хотя частотные отношения в электрических связях интересны сами по себе, их обсуждение в этой ситуации едва ли будет оправдано, если мы не сможем вывести из них достаточно общие практические применения к разработке систем связи. То, что я надеюсь достичь в этом направлении, должно установить количественную меру, посредством которой могут быть сравнены мощности различных систем передачи информации – [1, стр.535]